# Приіск Велика Річка
При́іск Велика Річка (рос. Прииск Большая Речка) — населений пункт без офіційного статусу у складі Красночикойського району Забайкальського краю, Росія. Адміністративний центр Великоріченського сільського поселення.

## Населення
Населення — 674 особи (2010; 714 у 2002).
Національний склад (станом на 2002 рік):
- росіяни — 99 %